# جوزيف ماكميلان جونسون
جوزيف ماكميلان جونسون (بالإنجليزية: Joseph McMillan Johnson)‏ هو مصمم الإنتاج ومخرج أمريكي، ولد في 15 سبتمبر 1912 في لوس أنجلوس في الولايات المتحدة، وتوفي في 17 أبريل 1990 في هاواي في الولايات المتحدة.

## وصلات خارجية
- جوزيف ماكميلان جونسون على موقع IMDb (الإنجليزية)
- جوزيف ماكميلان جونسون على موقع ألو سيني (الفرنسية)
- جوزيف ماكميلان جونسون على موقع أول موفي (الإنجليزية)
- جوزيف ماكميلان جونسون على موقع قاعدة بيانات الأفلام السويدية (السويدية)
- جوزيف ماكميلان جونسون على موقع قاعدة بيانات الفيلم (الإنجليزية)
- جوزيف ماكميلان جونسون على موقع كينوبويسك (الروسية)